# Арістідес Гонсалес
Арістідес Гонсалес Ортіс (англ. Ariestides González Ortíz; 12 січня 1961) — пуерториканський боксер, призер Олімпійських ігор.

## Аматорська кар'єра
На Олімпійських іграх 1984 за відсутності на Олімпіаді через бойкот представників цієї дисципліни з соціалістичних країн завоював бронзову медаль.
- В 1/16 фіналу переміг Отосіко Хавілі (Тонга) — 4-1
- В 1/8 фіналу переміг Пауло Тувале (Самоа) — 5-0
- У чвертьфіналі переміг Педро ван Рамсдонка (Нідерланди) — 4-1
- У півфіналі програв Син Чун Соп (Південна Корея) — 1-4

Гонсалес і Луїс Ортіс, який завоював на Олімпіаді 1984 срібну медаль у легкій вазі, увійшли в історію: ці ігри стали першими Олімпійськими іграми, на яких Пуерто-Рико заробив дві медалі.